# P-800宝石导弹
П-800“缟玛瑙（Оникс）”（北約代號SS-N-26、Strobile）是苏联切洛梅設計局1983年設計用來取代P-270“蚊子”和P-700“花崗岩”的超音速反艦導彈，是P-700的改进版，GRAU编号3M55，空射型編號為Kh-61。出口型称为Яхонт，意为红宝石或蓝宝石，外界通稱寶石反艦導彈。

## 彈體設計
П-800與以往俄系衝壓噴射引擎飛彈最大的不同處，除了進氣口移至彈體前段之外，助推火箭还與衝壓發動機燃燒室一體化，減輕彈體整體重量。

## 使用國
- 伊朗[4]
- 黎巴嫩
  -  真主党[4]
- 俄羅斯 –3套棱堡岸基反艦系統，佈署在黑海艦隊。

納努契卡級飛彈護衛艦（1234.7計畫案、納努契卡IV ）
855型核潛艇
Su-30SM-2013年服役，目前共採購14架。

- 印度 –

- 印度尼西亞 –採購套件不明，共採購50枚飛彈。其中4管垂直發射系統移植到范·斯佩克級巡防艦（Van Speijk-class frigate）Oswald Siahaan號上。
- 叙利亚 –2套棱堡岸基反艦系統，72枚飛彈；2007年訂購，2011年底前已交付完畢。有部分系統毀於2013年7月以色列對敘利亞之空襲，避免飛彈落入真主黨等團體。
- 越南 –2套棱堡岸基反艦系統，40枚飛彈，2010年6月交貨[5][6]

## 外部連結
http://cablenews.i-cable.com/webapps/program/study/videoPlay.php?video_id=12162767%5B%5D